# Frederik Deburghgraeve
Frederik Deburghgraeve (Roeselare, 1º giugno 1973) è un ex nuotatore belga.
Specializzato nella rana, ha vinto la medaglia d'oro nei 100 m rana alle Olimpiadi di Atlanta 1996.

## Palmarès
- Olimpiadi

Atlanta 1996: oro nei 100m rana.
- Mondiali

Roma 1994: bronzo nei 100m rana.
Perth 1998: oro nei 100m rana.
- Europei

Vienna 1995: oro nei 100m rana e bronzo nei 200m rana.